# 세르게이 벨랴예프 (사격 선수)
세르게이 니콜라예비치 벨랴예프(러시아어: Серге́й Никола́евич Беля́ев, 1960년 5월 8일~2020년 9월 6일)는 카자흐스탄의 사격 선수로 주 종목은 소총이다. 1996년 하계 올림픽에서 50m 소총 3자세와 소총복사 부문 은메달을 획득하였다.